# Wallace i Gromit
Wallace i Gromit likovi su izašli iz mašte britanskog umjetnika Nicka Parka 1980. godine. Wallace je dobar i mudar, ali nespretan izumitelj. Njegov pas Gromit, pametan je i čije mišljenje se najčešće odražava preko njegovih obrva, koje je Nick Park odlično izabrao kao izražajno sredstvo

## Uloge
Pojavljuju se u svim animiranim filmovima Wallace i Gromit, a to su:
- Zabavan izlet (A Grand Day Out with Wallace and Gromit, 1989)
- Pogrešne Hlače (Wallace & Gromit in The Wrong Trousers, 1993)
- Bliski susret (Wallace & Gromit in A Close Shave, 1995)
- Velika povrtna zavjera (Wallace & Gromit in The Curse of the Were-Rabbit, 2005)
- Pitanje kruha i smrti (Wallace & Gromit in A Matter of Loaf and Death, 2008)

Wallace i Gromit plod su dugotrajnog rada Nicka Parka i ostatka velikobritanskog studija Aardman, dok u velikoj povrtnoj zavjeri surađuju s američkim studiom Dream Works, autorima Shreka. U svim epizodama, tj. dugometražnom filmu Wallace upada u nevolju iz koje ga izvlači Gromit.

## Zanimljivosti
- Svi filmovi bili su nominirani za Oscara, a samo ga Zabavan izlet nije dobio.
- U velikoj povrtnoj zavjeri Helena Bonham Carter (kasnije Bellatrix Lestrange) i Ralph Fiennes (kasnije Lord Voldemort) posuđuju glasove propalom ljubavnom paru.
- Prvi dio (Zabavan izlet) snimao se deset godina jer je Nick Park želio svaku sliku ručno animirati, pa su se u 2 godine dobilo manje od 10 minuta.

## Poveznice
http://www.wallaceandgromit.com/